# Virachola fumata
Virachola fumata är en fjärilsart som beskrevs av Gary R. Graves 1918. Virachola fumata ingår i släktet Virachola och familjen juvelvingar. Inga underarter finns listade i Catalogue of Life.